# Dellbridge-Inseln
Die Dellbridge-Inseln (englisch Dellbridge Islands) sind eine Gruppe von vier kleinen Vulkaninseln im Südpolarmeer, die zum antarktischen Ross-Archipel gehört.
Die Inselgruppe besteht aus den unbewohnten Inseln Inaccessible Island, Tent Island, Big Razorback und Little Razorback. Die Inseln liegen nahe der Ross-Insel südlich von Kap Evans und westlich der Hut-Point-Halbinsel in der Erebus Bay des McMurdo-Sunds. Inaccessible Island als die nordwestlichste Insel liegt der Ross-Insel am nächsten und befindet sich ca. 1,6 Kilometer südwestlich von Kap Evans. Die größte der Dellbridge-Inseln ist Tent Island.
Die Inselgruppe wurde während der von Robert Falcon Scott geleiteten Discovery-Expedition (1901–1904) entdeckt und nach James Henry Dellbridge (1871–1931) benannt, der bei der Expedition als Schiffsingenieur diente.

## Galerie

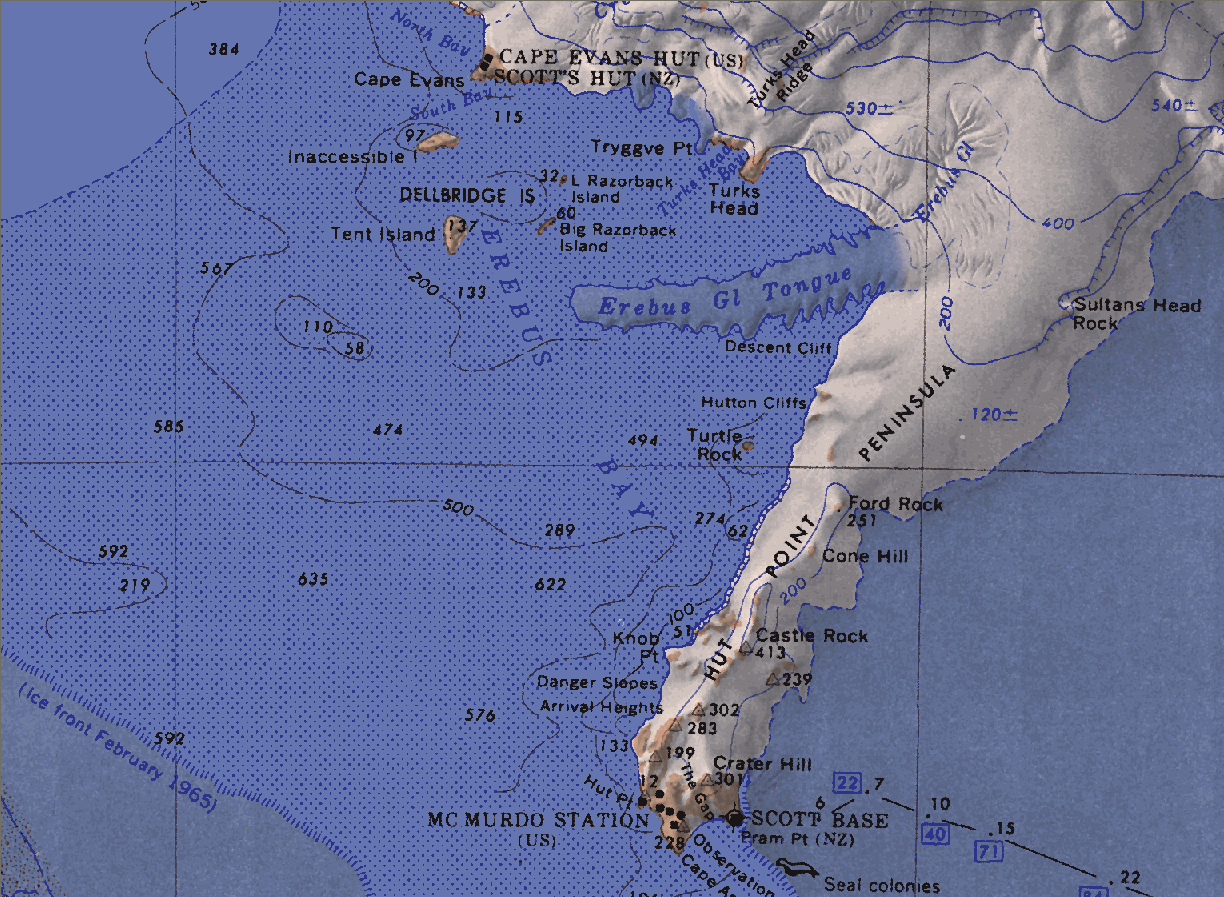
Karte der Erebus Bay
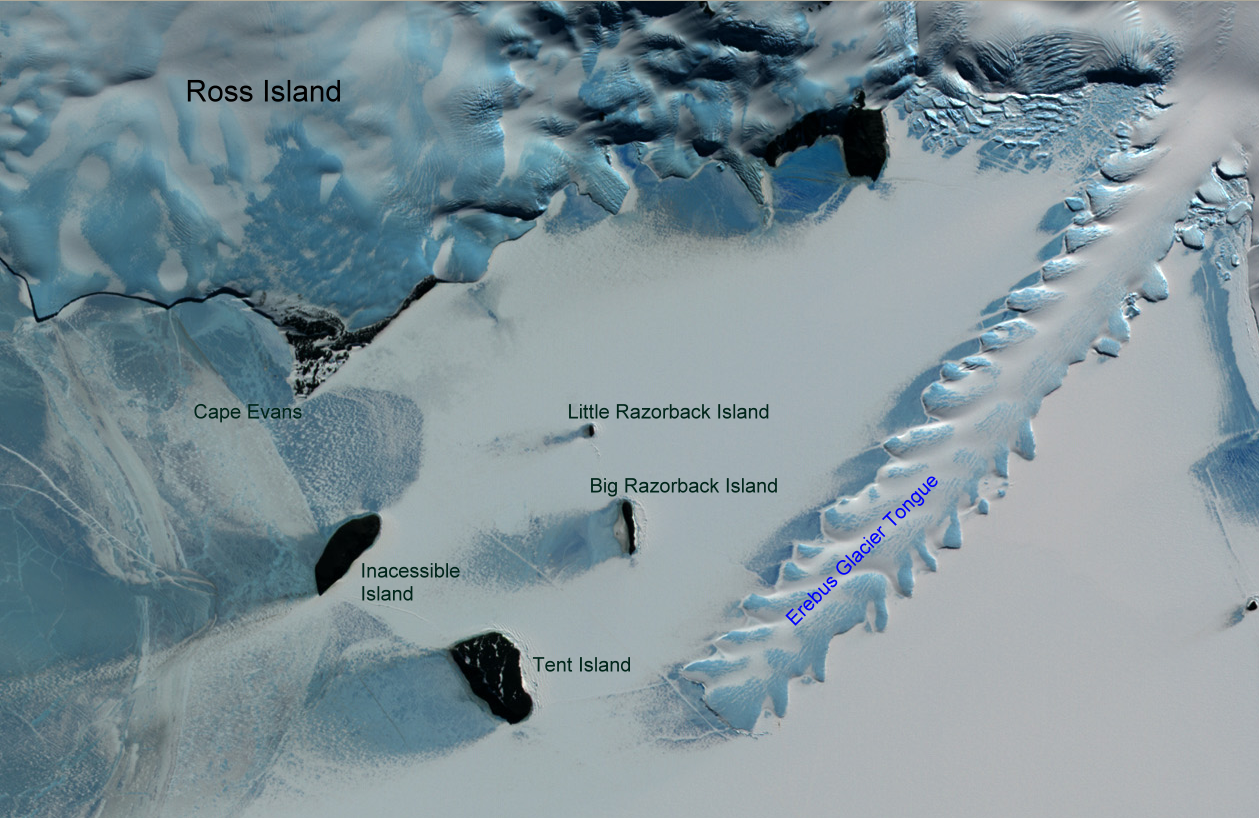
Satellitenbild (ASTER) des McMurdo-Sunds mit Dellbridge-Inseln, östlich liegt die Erebus-Gletscherzunge
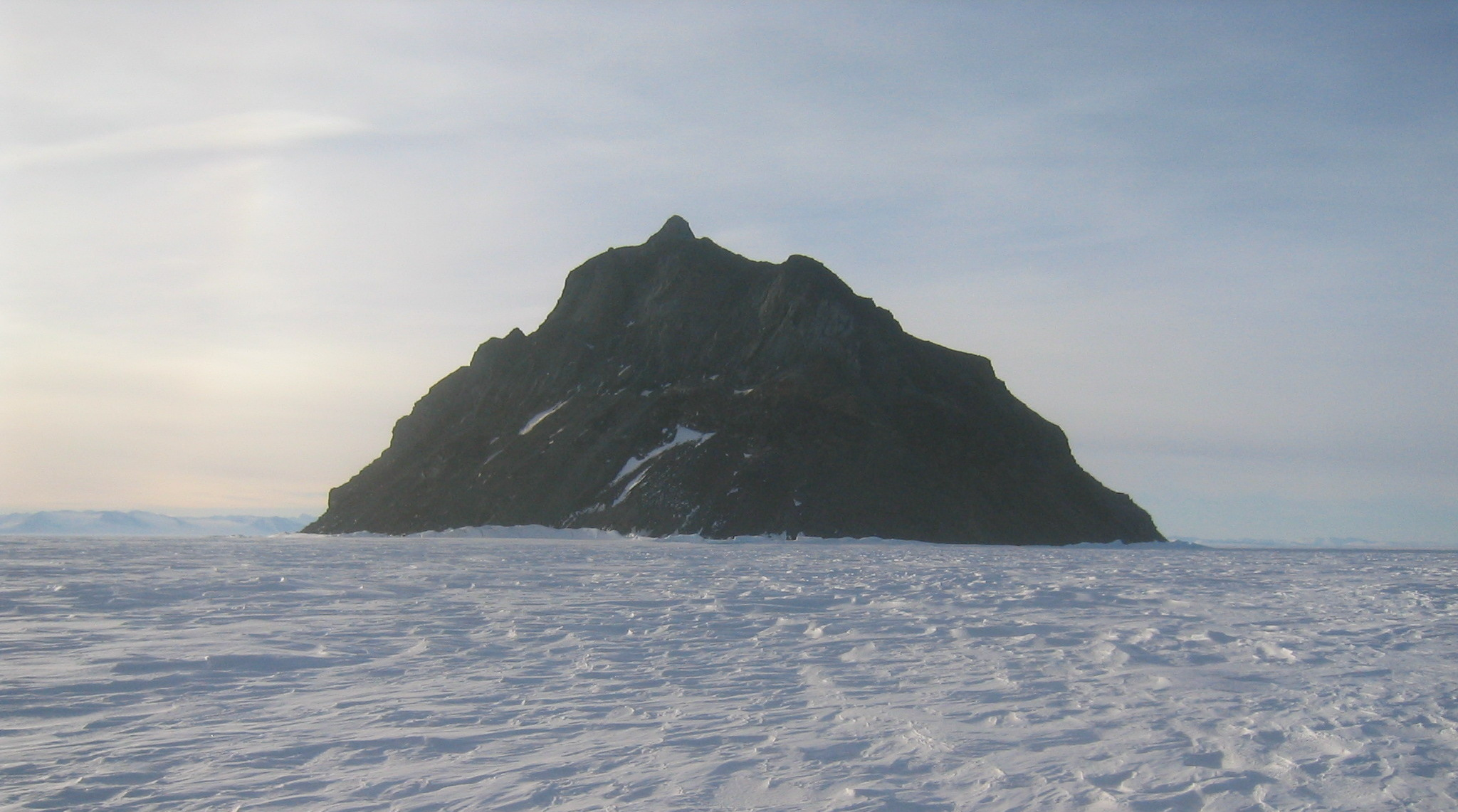
Inaccessible Island
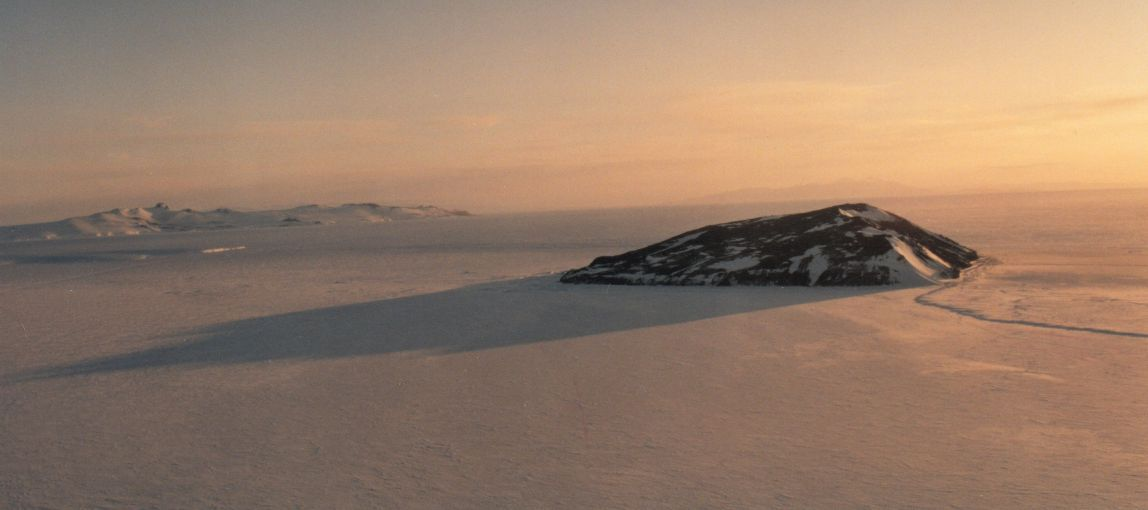
Tent Island